# Керри, Брендан
Брендан Керри (англ. Brendan Kerry; род. 18 ноября 1994 года, Сидней, Австралия) — австралийский фигурист, выступающий в мужском одиночном катании. Он — восьмикратный чемпион Австралии, призёр турниров серии Челленджер, участник Олимпийских игр в Сочи 2014, Пхёнчхан 2018 и Пекин 2022.
По состоянию на 16 апреля 2022 года занимает 28-е место в рейтинге Международного союза конькобежцев (ИСУ).

## Личная жизнь
Брендан Керри родился 18 ноября 1994 года в Сиднее. Его мать Моника Макдональд выступала в танцах на льду и участвовала на зимних Олимпийских играх 1988 года, а его сестра Шантель Керри раньше была одиночницей, а теперь выступает в танцах на льду.
Керри учился в средней школе Epping Boys, а затем перешел в среднюю школу дистанционного обучения в Сиднее, чтобы сосредоточиться на фигурном катании.

## Карьера

### Ранние годы
Брендан начал кататься на коньках в 2004 году. Он дебютировал в юниорской серии Гран-при в 2008 году. Он выиграл чемпионат Австралии среди юниоров в сезоне 2009–2010. В 2011 году Керри дебютировал на чемпионате четырёх континентов, заняв восемнадцатое место. Он также участвовал в своем первом чемпионате мира среди юниоров, но занял лишь тридцать третье место, не пройдя даже квалификацию.
В сезоне 2011–2012 годов Керри впервые стал чемпионом Австралии на взрослом уровне и был отправлен на свой первый взрослый чемпионат мира. Но успеха ему добиться не удалось: он стал тридцать третьим и не прошёл квалификацию.

### Сезон 2013/2014
В сентябре 2013 года Керри был отправлен на Nebelhorn Trophy 2013, с целью привезти своей стране квоту на  зимние Олимпийские игры 2014. В результате он стал восьмым, и Австралия получила одно из шести оставшихся мест для стран, которые ранее не квалифицировались на соревнования среди мужчин. Он занял пятое место на двух своих юниорских этапах Гран-при, что стало для него лучшим достижением. В январе он попал в произвольную программу на Чемпионате четырех континентов 2014 года в Тайбэе и занял двадцатое место по итогам турнира. В феврале Керри отправился на свои первые Олимпийские игры. В соревнованиях среди мужчин он занял 29 место в короткой программе, набрав 47,12 балла, но так как в произвольную программу проходило только 24 человека, этот результат не позволил ему пройти дальше. Он закончил свой сезон на чемпионате мира среди юниоров, состоявшийся в марте в Софии. Он занял девятнадцатое место в короткой программе, двадцатое место в произвольной программе и двадцать первое место в общем зачете.

### Сезон 2014/2015
Керри принимал участие в двух соревнованиях в недавно открывшейся серии Челленджер, заняв девятое место на Lombardia Trophy 2014 и одиннадцатое на Autumn Classic International 2014. На чемпионате четырех континентов 2015 в Сеуле Брендан стал семнадцатым. На своем втором чемпионате мира он впервые квалифицировался в произвольную программу, заняв семнадцатое место в короткой программе. Он стал двадцатым по итогам соревнований в Шанхае.

### Сезон 2015/2016
Керри впервые принял участие на взрослом этапе серии Гран-при. На Skate America 2015 года, он занял 11 место в короткой программе, 7 место в произвольной программе и 8 место в общем зачете. 23 ноября он был добавлен на NHK Trophy 2015, на котором финишировал двенадцатым. На чемпионате четырех континентов 2016 Керри стал девятнадцатым, а марте он стал семнадцатым на чемпионате мира 2016 года в Бостоне, заняв 17 место в обоих сегментах.

### Сезон 2016/2017
Керри был приглашен на два этапа Гран-при: Skate America 2016 и Trophée de France 2016, и финишировал десятым на обоих состязаниях. В декабре он выиграл свой пятый национальный титул. В феврале 2017 года он финишировал одиннадцатым на чемпионате четырех континентов 2017 года, и пятым на Зимних Азиатских играх, проходивших в Саппоро.
В марте Керри занял тринадцатое место в короткой, пятнадцатое в произвольной программе и пятнадцатое место в общем зачете на чемпионате мира 2017 года в Хельсинки. Благодаря его результату Австралия получила право участвовать в соревнованиях среди мужчин на зимних Олимпийских играх 2018 года в Пхенчхане.

### Сезон 2017/2018
Брендан открыл свой сезон в середине сентября, завоевав бронзовую медаль на Lombardia Trophy 2017 года, тем самым став первым австралийским фигуристом, который финишировал на подиуме турнира серии Челленджер. Неделю спустя он получил бронзовую медаль на соревновании Ondrej Nepela Trophy 2017.
Расставшись с давним тренером Тэмми Гамбилл, Керри подтвердил свой переезд в Москву для тренировок с российским тренером Николаем Морозовым в середине ноября.
На очередном своём чемпионате четырёх континентов фигурист из Австралии стал тринадцатым.
В феврале 2018 года Брендан принял участие во вторых в своей карьере зимних олимпийских играх. В короткой программе австралиец занял шестнадцатое место, набрав 83.06 балла, что позволило ему пройти в произвольную программу. За произвольную программу Керри получил 150.75 балла, что позволило ему удержаться в двадцатке лучших фигуристов планеты, замкнув её. На чемпионате мира Брендан стал восемнадцатым.

## Программы
| Сезон     | Короткая программа | Произвольная программа |
| --------- | --- | --- |
| 2021—2022 | - «Leave a Light On» Том Уокер | - «Sevenlere Dair (To the Lovers) Op. 12/3» Фазыл Сай - «85» Travis Lake - «Emergence» 2WEI - «Butterflies and Hurricanes» Muse                                                       |
| 2019—2020 | - «Puttin' On the Ritz» Ирвинг Берлин в исполнении Терри Снайдера - «Мана-мана» Пьеро Умилиани в исполнении Лероя Холмса                                | - «Шерлок Холмс» - «Discombobulate» - «Data Data Data» - «I Never Woke Up In Handcuffs Before» Ханс Циммер                                                                            |
| 2018—2019 | - «Prelude - Havas» Ханс Циммер | - «You're the One That I Want» в исполнении Lo-Fang - «Greased Lightnin» в исполнении Джона Траволта - «You're the One That I Want» в исполнении Оливии Ньютон-Джона и Джона Траволта |
| 2017—2018 | - «Everybody Wants to Rule the World» в исполнении Лондонского симфонического оркестра feat. Spencer Jones и Mckenna Breinholt хореография Марка Пиллэй | - «Valley Of Dreams» Джон Теш хореография Николая Морозова |
| 2016—2017 | - «Singin' in the Rain» Arthur Freed, Nacio Herb Brown                                                                                                  | - «Пираты Карибского моря: Проклятие Чёрной жемчужины» Ханс Циммер, Клаус Бадельт |
| 2015—2016 | - «Blue Drag» Алан Туссен - «Boilemaker Jazz Band» Алан Туссен                                                                                          | - «Beethoven's Five Secrets» OneRepublic |
| 2014—2015 | - «Blue Drag» Алан Туссен - «Boilemaker Jazz Band» Алан Туссен                                                                                          | - «Amélie» Янн Тьерсен - «Micmacs» Рафаэл Бо - «Iris» Дэнни Эльфман |
| 2013—2014 | - «Nothing Else Matters» Metallica в исполнении Дэвида Гарретта                                                                                         | - «Охотники на гангстеров» Стив Яблонски |
| 2012—2013 | - «Nothing Else Matters» Metallica в исполнении Дэвида Гарретта                                                                                         | - «Angelica» Ханс Циммер в исполнении Rodrigo y Gabriela - «Angry and Dead Again» Ханс Циммер в исполнении Rodrigo y Gabriela                                                         |
| 2011—2012 | - «Third Movement Vivace Presto» Джон Лорд | - «Dark Angel» Эдвин Мартон - «Horizon» Пол Шварц - «Dark Angel» Эдвин Мартон |
| 2010—2011 | - «Шерлок Холмс» - «Psychological Recovery» - «Catatonic» Ханс Циммер                                                                                   | - «Dark Angel» Эдвин Мартон - «Horizon» Пол Шварц - «Dark Angel» Эдвин Мартон |
| 2009—2010 | - «Final Flight» Toman Dandy - «Faster» L Jules X | - «Smooth Criminal» Майкл Джексон - «Dirty Diana» Майкл Джексон - «Thriller» Майкл Джексон - «Beat It» Майкл Джексон                                                                  |

## Спортивные достижения
| Соревнования/Сезон                                | 08/09         | 09/10         | 10/11         | 11/12         | 12/13         | 13/14         | 14/15         | 15/16         | 16/17         | 17/18         | 18/19         | 19/20         | 20/21         | 21/22         |
| Международные                                     | Международные | Международные | Международные | Международные | Международные | Международные | Международные | Международные | Международные | Международные | Международные | Международные | Международные | Международные |
| ------------------------------------------------- | ------------- | ------------- | ------------- | ------------- | ------------- | ------------- | ------------- | ------------- | ------------- | ------------- | ------------- | ------------- | ------------- | ------------- |
| Зимние Олимпийские игры                           |               |               |               |               |               | 29            |               |               |               | 20            |               |               |               | 17            |
| Чемпионаты мира                                   |               |               |               | 33            |               |               | 20            | 17            | 15            | 18            | 20            |               | WD            | WD            |
| Чемпионаты четырёх континентов                    |               |               | 18            | 19            | 21            | 20            | 17            | 19            | 11            | 13            | 9             | 12            |               | 6             |
| Этапы Гран-при: Cup of China                      |               |               |               |               |               |               |               |               |               |               |               | 7             |               |               |
| Этапы Гран-при: Internationaux de France          |               |               |               |               |               |               |               |               | 10            |               |               |               |               |               |
| Этапы Гран-при: NHK Trophy                        |               |               |               |               |               |               |               | 12            |               |               |               |               |               |               |
| Этапы Гран-при: Rostelecom Cup                    |               |               |               |               |               |               |               |               |               |               | 10            |               |               | 12            |
| Этапы Гран-при: Skate America                     |               |               |               |               |               |               |               | 8             | 10            |               |               |               |               |               |
| Этапы Гран-при: Skate Canada                      |               |               |               |               |               |               |               |               |               | 11            | 11            | 12            |               |               |
| Finlandia Trophy                                  |               |               |               |               |               |               |               |               |               |               |               |               |               | 13            |
| Autumn Classic International                      |               |               |               |               |               |               | 11            |               |               |               | WD            |               |               |               |
| Golden Spin                                       |               |               |               |               |               |               |               |               | 5             |               |               |               |               | 6             |
| Lombardia Trophy                                  |               |               |               |               |               |               | 9             |               |               | 3             |               |               |               |               |
| Nebelhorn Trophy                                  |               |               |               |               |               | 8             |               |               |               |               |               |               |               | 7             |
| Nepela Trophy                                     |               |               |               |               |               |               |               |               |               | 3             |               |               |               |               |
| U.S. International Figure Skating Classic         |               |               |               |               |               |               |               |               | 4             |               |               |               |               |               |
| Летние Азиатские игры                             |               |               |               |               |               |               |               |               | 5             |               |               |               |               |               |
| Gardena Trophy                                    |               |               |               |               |               |               |               | 1             |               |               |               |               |               |               |
| Halloween Cup                                     |               |               |               |               |               |               |               |               |               |               | 1             | 1             |               |               |
| MNNT Cup                                          |               |               |               |               |               |               | 5             |               |               |               | 1             |               |               |               |
| Nordics Open                                      |               |               |               |               |               |               |               | 3             |               |               |               |               |               |               |
| Shanghai Trophy                                   |               |               |               |               |               |               |               |               |               |               |               | 5             |               |               |
| Skate Down Under                                  |               |               |               |               |               | 1             |               |               |               |               |               |               |               |               |
| Международные среди юниоров                       |               |               |               |               |               |               |               |               |               |               |               |               |               |               |
| Чемпионаты мира                                   |               |               | 33            | 22            |               | 21            |               |               |               |               |               |               |               |               |
| Этапы юниорского Гран-при: Австралия              |               |               |               | 14            |               |               |               |               |               |               |               |               |               |               |
| Этапы юниорского Гран-при: Эстония                |               |               |               |               |               | 5             |               |               |               |               |               |               |               |               |
| Этапы юниорского Гран-при: Германия               |               | 21            | 20            |               |               |               |               |               |               |               |               |               |               |               |
| Этапы юниорского Гран-при: Латвия                 |               |               |               |               |               | 5             |               |               |               |               |               |               |               |               |
| Этапы юниорского Гран-при: Великобритания         | 25            |               | 14            |               |               |               |               |               |               |               |               |               |               |               |
| Этапы юниорского Гран-при: США                    |               | 15            |               |               |               |               |               |               |               |               |               |               |               |               |
| Новозеландские зимние игры                        |               |               |               | 3             |               |               |               |               |               |               |               |               |               |               |
| Национальные                                      |               |               |               |               |               |               |               |               |               |               |               |               |               |               |
| Чемпионат Австралии                               | 2 J           | 1 J           | 1 J           | 1             | 2             | 1             | 1             | 1             | 1             | 1             | 1             | 1             |               |               |
| J = юниорский уровень; WD = снялся с соревнований |               |               |               |               |               |               |               |               |               |               |               |               |               |               |